# Великосевастянівські Яри (заказник)
Великосевастянівські Яри — ботанічний заказник місцевого значення у Христинівському районі Черкаської області.

## Опис
Заказник площею 91,4 га розташовано біля с. Велика Севастянівка.
Як об'єкт природно-заповідного фонду створено рішенням Черкаської обласної ради від 28.12.2010. Землекористувач або землевласник, у віданні якого перебуває заповідний об'єкт — Великосевастянівська сільська рада.
Створено з метою збереження та відтворення характерних для Правобережного степу природних комплексів представлених угрупованнями типових та рідкісних для регіону видів рослин. 
У заказнику постійно фіксуються порушення природоохоронного режиму: незаконна оранка та вирощування сільськогосподарських культур, внаслідок чого станом на 2024 рік майже вся його територія пошкоджена.